# Disney Festival
Disney Festival was een Nederlandstalige tekenfilmblok dat vanaf 9 januari 1995 werd uitgezonden door BRT/Ketnet. Voorheen werden de Disney-programma's op VTM uitgezonden in het Engels.

## Geschiedenis
Disney Festival begon steeds met een tekenfilm uit de jaren '80, '90 of '00 en eindigde vervolgens met een klassiek Walt Disney-filmpje. Het beginliedje van het programma komt overeen met het Amerikaanse programma The Disney Afternoon. Sinds 2003 werd de oude intro geregeld afgewisseld met een nieuwe clip gemaakt door het Franse bedrijf Gédéon. Deze nieuwe intro was een mengeling van oude Disney Channel-leaders van 1999 tot 2003. Ze werd tot 5 januari 2020 gebruikt in Zweden tijdens Disneydags op SVT Barnkanalen en tot 1 maart 2020 in IJsland tijdens Disneystundin op RÚV.
Sinds 2006 wordt het programma niet meer beëindigd met een theatraal Walt Disney-filmpje en vanaf september 2008 verdween het Disney Festival. Ketnet bleef nog Disney-programma's uitzenden tot en met 2016.
In Nederland kwamen er sinds 1985 Disney-programma's op de NCRV onder de naam 'Dit is Disney'. Sinds 1989 heette het Disney Parade. In 1993 startte Disney Festival op RTL 4 en dit werd later overgenomen door Kindernet. In 1998 kreeg SBS de blok in handen en sindsdien heet het programma in Nederland Disney Feest. Aan het begin van deze eeuw werd het programma verplaatst naar zusterzender Net5, die het bleef uitzenden tot en met 2012.

## Tekenfilms
Hieronder volgt een lijst van tekenfilmseries die bij Disney Festival op BRT/Ketnet te zien waren.
- 101 Dalmatiërs
- Aladdin
- American Dragon: Jake Long
- Bonkers (seizoen 1)
- Brandy & Mr. Whiskers
- Buzz Lightyear of Star Command
- Darkwing Duck
- Dave de Barbaar
- De Kleine Zeemeermin
- De Legende van Tarzan
- De Vervangers
- Disney's Doug
- DuckTales
- Goof Troop
- Gummi Beren
- Hercules
- Het Speelplein
- Jungle Club
- Kim Possible
- Knabbel en Babbel Rescue Rangers
- Lilo & Stitch: The Series
- Marsupilami
- Mickey's Club
- Mickey Mouse Works
- Pepper Ann
- Quack Pack
- The Emperor's New School
- The Shnookums and Meat Funny Cartoon Show[2]
- TaleSpin
- Timon & Pumbaa
- The Wuzzles
- Winnie de Poeh
- Zoek in op Maggie

De volgende Disney-programma's werden op Ketnet uitgezonden buiten het Disney Festival.
- Kleine Einsteins (op Kaatje van Ketnet)
- Lizzie McGuire
- So Weird (Wreed Vreemd)
- The Famous Jett Jackson

De volgende Disney-programma's werden nog steeds uitgezonden op Ketnet na het verdwijnen van het Disney Festival in 2008.
- Bruine Beer in het Blauwe Huis
- De Vervangers
- Ducktales
- Fish Hooks
- Jungle Junction (op Kaatje van Ketnet)
- Handy Manny (op Kaatje van Ketnet)
- Mickey Mouse Clubhouse (op Kaatje van Ketnet)
- Phineas en Ferb
- Stitch!
- Zoem in op Maggie

De volgende programma's werden enkel uitgezonden op Net5, maar niet door Ketnet.
- Teacher's Pet
- Teamo Supremo
- Mighty Ducks: The Animated Series
- The Weekenders
- Lloyd in Space